# Synagogue lumière du bonheur
La synagogue lumière du bonheur  hébreu : אור שמח est un bâtiment classé de la ville d'Odessa située en Ukraine.

## Historique
Cette synagogue se situe à l'angle de la rue des Juifs et de la rue Richelieu. La communauté connue depuis la fondation de la ville a eu une première synagogue en 1798. La synagogue est construite en 1855 par Franz Morandi. En 1919 elle est confisquée par le pouvoir bolchévique qui en fit un musée puis un théâtre pour enfants. Après la Seconde Guerre mondiale, l'édifice devint un bâtiment de l'institut pédagogique d'Odessa. En 1996, le bâtiment est rendu au culte et fut en travaux jusqu'en 2008. Une yechiva y est ouverte en 1998.

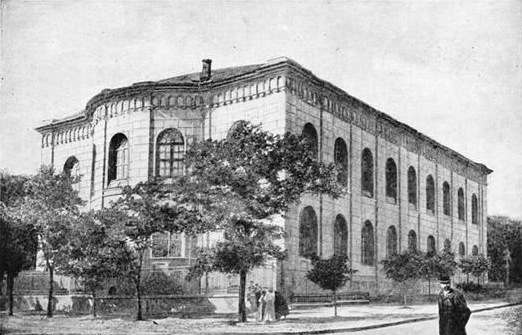
Début XXe siècle
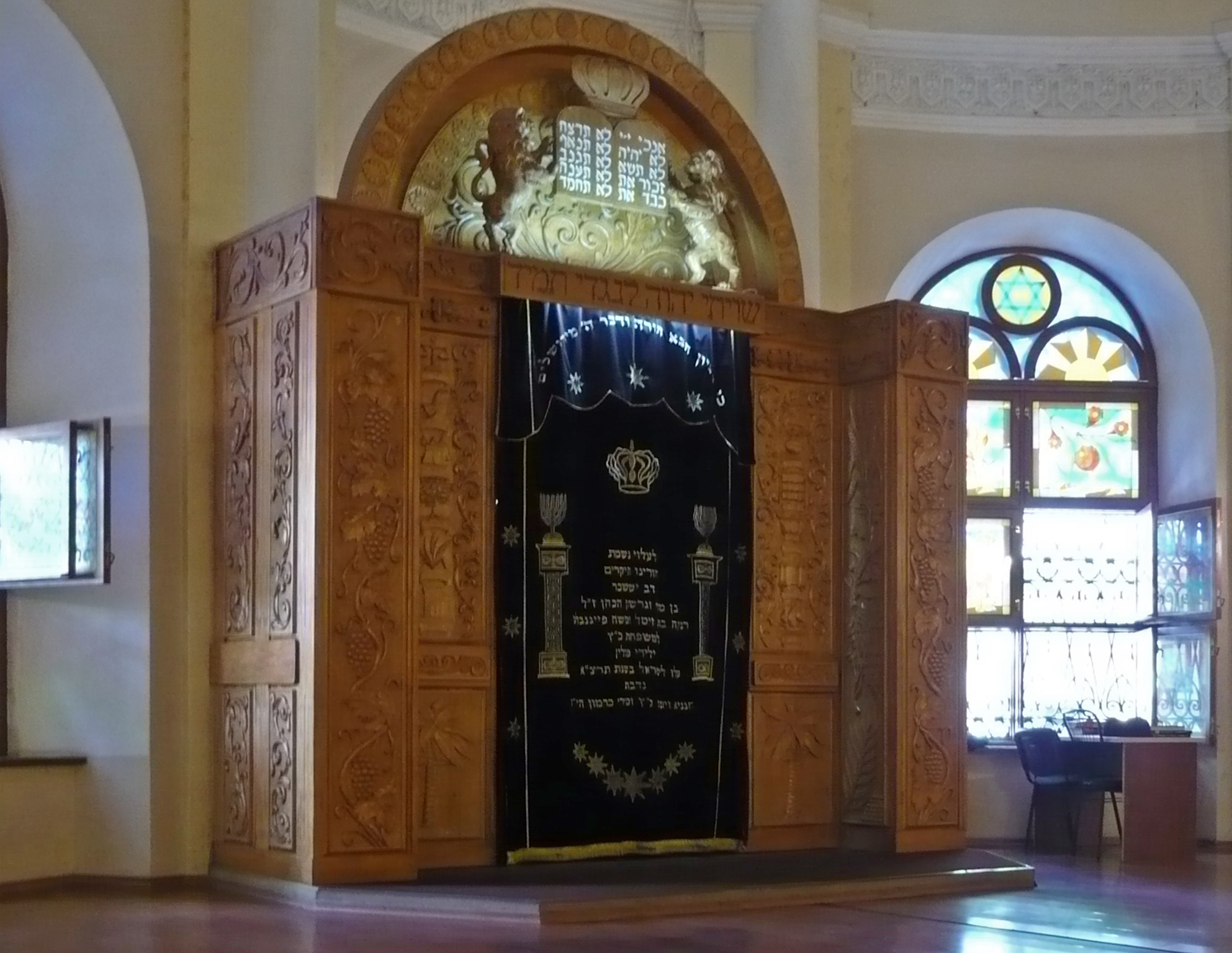
et
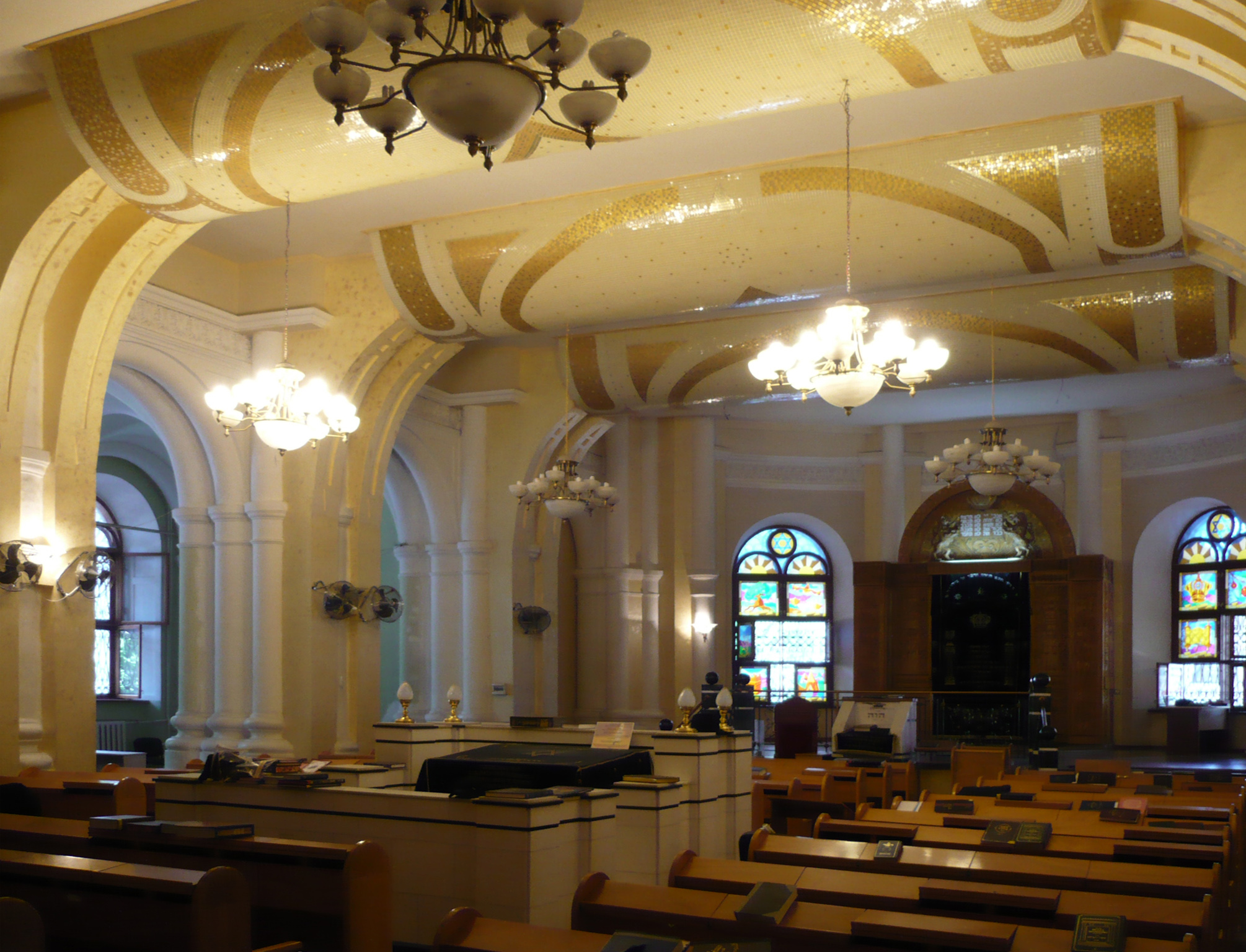
l'intérieur.